# Taricha
Genre
Synonymes
- Paleotaricha Van Frank, 1955
- Twittya Dubois & Raffaëlli, 2009

Taricha est un genre d'urodèles de la famille des Salamandridae.

## Répartition
Les quatre espèces de ce genre se rencontrent sur les côtes du Pacifique de l'Amérique du Nord, du Sud de l'Alaska au Sud de la Californie.

## Liste d'espèces
Selon Amphibian Species of the World (7 mars 2014) :
- Taricha granulosa (Skilton, 1849)
- Taricha rivularis (Twitty, 1935)
- Taricha sierrae (Twitty, 1942)
- Taricha torosa (Rathke, 1833)

## Publication originale
- Gray, 1850 : Catalogue of the Specimens of Amphibia in the Collection of the British Museum. Part II. Batrachia Gradientia (texte intégral).